# Cryphia rutilans
Cryphia rutilans är en fjärilsart som beskrevs av Turati 1924. Cryphia rutilans ingår i släktet Cryphia och familjen nattflyn. Inga underarter finns listade i Catalogue of Life.